# 砂の密室
『砂の密室』（すなのみっしつ）は、1981年8月19日にテレビ朝日系列の「傑作推理劇場」で放送されたテレビドラマである。
原作は宮原昭夫の『若葉照る』（光文社「日本ベストミステリー選集 12」所収）である。

## あらすじ
俳句の会に所属している主婦は、同会の世話役が殺されていたのを目撃する。事件現場は世話役の自宅であり、完全密室の状態だった。捜査係長は事故死と断定するが、主婦は疑問に思い、刑事と再捜査に奔走する。

## 登場人物
- 森香緒里（主人公・主婦）：市原悦子
- 松木（土地の顔役）：西村晃
- 早苗：辻本厚子
- 加賀見（刑事）：岡本富士太
- 森春子（香緒里の娘・大学生）：倉田まり子
- 捜査係長：荒井注
- 寄山弘、望月太郎、津路清子、名倉嘉子、喜田晋平、村上記代、水木涼子、城戸卓、光映子、谷よしの、後藤やつ子、秩父晴子、今井健太郎、高杉卓、大杉侃二朗

## スタッフ
- 脚本：吉田剛
- 監督：瀬川昌治
- 音楽：東京ビー・ジー・エム
- 撮影：満井坦彦
- 美術：横山豊
- 録音：鈴木正男
- 照明：石渡健蔵
- 編集：池田禅
- 装置：藤田雄幸
- 装飾：菊武敏行
- 美粧：相馬優子
- 記録：桜木光子
- 衣装：松竹衣装
- 調音：松竹映像録音スタジオ
- 現像：東洋現像所
- 助監督：山田良美
- 進行：水島誉志次
- 制作主任：早川喜康
- プロデューサー：高橋正樹（テレビ朝日）、白崎英介（テレビ朝日）、藤川忠勝（松竹）
- 企画：霧プロダクション
- 製作：テレビ朝日、松竹